# Rajon Nowa Wodolaha
Der Rajon Nowa Wodolaha (ukrainisch Нововодолазький район/Nowowodolaskyj rajon; russisch Нововодолажский район/Nowowodolaschski rajon) war eine Verwaltungseinheit innerhalb der Oblast Charkiw im Osten der Ukraine. Der Rajon, welcher 1923 gegründet wurde, hatte eine Fläche von 1183 km² und eine Bevölkerung von etwa 30.000 Einwohnern. Der Verwaltungssitz befand sich in der namensgebenden Siedlung städtischen Typs Nowa Wodolaha.
Am 17. Juli 2020 kam es im Zuge einer großen Rajonsreform zum Anschluss des Rajonsgebietes an den Rajon Charkiw (nördliche Teile) und den Rajon Krasnohrad (südliche Teile).
Auf kommunaler Ebene war der Rajon in 2 Siedlungsratsgemeinden und 13 Landratsgemeinden unterteilt, denen jeweils einzelne Ortschaften untergeordnet waren.
Zum Verwaltungsgebiet gehörten:
- 2 Siedlungen städtischen Typs
- 53 Dörfer
- 3 Ansiedlungen